# Antero Ojala
Yrjö Antero Ojala (10 dicembre 1916 – 5 febbraio 1982) è stato un pattinatore di velocità su ghiaccio finlandese.

## Palmarès

### Olimpiadi invernali
- Bronzo a Garmisch-Partenkirchen 1936 nei 5000 metri.